# ذات الرئة الفطري
ذات الرئة الفطري أو الالتهاب الرئوي الفطري هو أحد أنواع ذات الرئة وهي عدوى فطرية تصيب الرئتين. قد يكون الفطر متوطنا أو انتهازية أو من كليهما. نسبة الوفيات من ذات الرئة الفطري تصل إلى 90٪ من المرضى المصابين بنقص المناعة لذلك عادة ما تحتوي علاجات مرضى نقص المناعة على علاجات مضادة للفطريات.

## الأسباب
من أهم الأمراض الفطرية التي قد تصيب الرئة:
- داء النوسجات
- حمى الصحراء
- الفطار البرعمي
- داء المتكيسات الرئوية
- داء الشعريات المبوغة
- داء المستخفيات
- داء الرشاشيات
- داء المبيضات

## العلاج
يعالج ذات الرئة الفطري بالأدوية المضادة للفطريات، وأحيانا بالإنضار الجراحي.